# Asociación Paraguaya de Fútbol
A Asociación Paraguaya de Fútbol (em guarani: Ñemoirũ Paraguáigua Vakapipopo) é a entidade máxima do futebol do Paraguai. Fundada em 18 de junho de 1906 com o nome Liga Paraguaya de Football Association, usou o nome Liga Paraguaya de Fútbol e só passou a usar a denominação atual em 23 de dezembro de 1998. É responsável pela organização de campeonatos de alcance nacional, como o Campeonato Paraguaio de Futebol. Também administra a Seleção Paraguaia de Futebol e a Seleção Paraguaia de Futebol Feminino.

## Ato Fundador
Na cidade de Assunção, capital da República do Paraguai, no dia 18 de junho de 1916, reunidos nas instalações do "El Diario", a convite do editor do mesmo, Sr. Adolfo Riquelme, os seguintes senhores: William Paats e Justo Quinto Godoi, representando o Clube "Olimpia", Ramón V. Caballero, Manuel Bella e Salvador Melián, representando o Clube "Guaraní", Juan M. Sosa representando o Clube "Libertad", César F. Urdapilleta, representando o Clube "General Díaz" e Vicente E. Codas, representando o Clube "Nacional", resolveram constituir uma sociedade gestora de futebol, sob o nome de "Liga Paraguaya de Football Association".
Em testemunho de onde eles assinam o presente:
(Assinado) Adolfo Riquelme - R. V. Caballero - Junio Quinto Godoi - César F. Urdapilleta - E. Bella - W. Paats - S. Melián - Vicente E. Codas - J. M. Sosa.

## Presidentes
Liga Paraguaya de Football Association
| Nombre                      | Período   |
| --------------------------- | --------- |
| Dr. Adolfo Riquelme [*]     | 1906-1908 |
| Dr. Eusebio Ayala           | 1908-1909 |
| Don William Paats [*]       | 1909-1910 |
| Don Emilio Mantero          | 1910      |
| Don Junio Quinto Godoi      | 1910-1911 |
| Don Genaro Gutiérrez Yegros | 1911-1912 |
| Don Alejandro Gatti         | 1912-1913 |
| Dr. Enrique L. Pinho        | 1913-1923 |
| Dr. Juan Manuel Álvarez     | 1923-1924 |
| Dr. Esteban Semidei         | 1924-1926 |
| Prof. Dr. Adriano Irala     | 1926-1928 |
| Don Manuel Bedoya           | 1928-1931 |
| Don Juan Pablo Gorostiaga   | 1931-1932 |
| Dr. Ignacio L. Parra        | 1932-1932 |
| Dr. Francisco Esculies      | 1935-1936 |
| Don Ramón T. Cartes         | 1936-1937 |
| Don Manuel Galiano          | 1937-1938 |
| Dr. Juan Arturo Lavigne     | 1939-1940 |
| Cnel. Sampson Harrison      | 1940      |

Liga Paraguaya de Football
| Nombre                  | Período   |
| ----------------------- | --------- |
| Dr. Manuel Bedoya       | 1941      |
| Dr. Julio César Airaldi | 1942-1944 |
| Dr. Crispín Insaurralde | 1944-1945 |
| Don Fulgencio R. Moreno | 1945-1946 |
| Don Óscar Pinho Insfrán | 1946-1947 |
| Dr. Lorenzo N. Livieres | 1947-1948 |
| Clte. Ramón Martino     | 1948      |
| Dr. Blas A. Dos Santos  | 1948-1950 |
| Don Lidio Quevedo       | 1950-1951 |
| Dr. Blas A. Dos Santos  | 1951-1952 |
| Dr. Alfonso Capurro     | 1952-1954 |
| Don Lidio Quevedo       | 1954-1955 |
| Dr. Raimundo Paniagua   | 1955-1956 |
| Dr. Alfonso Capurro     | 1956-1957 |

Liga Paraguaya de Fútbol
| Nombre                               | Período   |
| ------------------------------------ | --------- |
| Dr. Pedro Recalde                    | 1957      |
| Dr. Ernesto Gavilán                  | 1958-1959 |
| Dr. Hassel Aguilar Sosa              | 1959-1960 |
| Dr. Tulio Manuel Quiroz Camperchioli | 1960-1961 |
| Dr. Manuel Duarte Pallarés           | 1961-1963 |
| Dr. Anastacio Mendoza Sánchez        | 1963-1965 |
| Dr. Jerónimo Angulo Gastón           | 1965-1967 |
| Cnel. Raúl Fernández Decamilli       | 1967-1968 |
| Don Juan Antonio Sosa Gautier        | 1969-1970 |
| Dr. Nicolás Leoz                     | 1971-1972 |
| Don Humberto Domínguez Dibb          | 1973-1976 |
| Don Óscar Barchini                   | 1977-1979 |
| Dr. Nicolás Leoz                     | 1979-1984 |
| Don Jesús Manuel Pallarés            | 1985-1994 |
| Esc. Óscar J. Harrison               | 1994-1998 |

Asociación Paraguaya de Fútbol
| Nombre                    | Período       |
| ------------------------- | ------------- |
| Esc. Óscar J. Harrison    | 1998-2007     |
| Lic. Juan Ángel Napout    | 2007-2014     |
| Lic. Alejandro Domínguez  | 2014-2016     |
| Lic. Ramón González Daher | 2016          |
| Lic. Robert Harrison      | 2016-presente |

Notas:
[*] Presidente Honorário

## Sucessão Institucional
Desde sua fundação em 1906 até adotar seu nome final em 1998, a APF seguiu a seguinte trajetória institucional:
| Fundada em: 18 de junho de 1906               |
| --------------------------------------------- |
| Liga Paraguaya de Football Association (LPFA) |

| Afiliação à Conmebol: 1921 |
| --- |
| A Liga Paraguaia de Futebol torna-se membro da Confederação Sul-Americana de Futebol, durante a presidência de Enrique Pinho. |

| Afiliação à FIFA: 1925                                                               |
| ------------------------------------------------------------------------------------ |
| A LPF se une às Associações Membros da Federação Internacional de Futebol Associado. |

| Mudança de nome: 1941         |
| ----------------------------- |
| Liga Paraguaia de Futebol LPF |

| Castellanização: 1957         |
| ----------------------------- |
| Liga Paraguaia de Futebol LPF |

| Mudança de nome: Dezembro de 1998[carece de fontes?] |
| ---------------------------------------------------- |
| Associação Paraguaia de Futebol APF                  |

## Escudos
O atual brasão da Associação Paraguaia de Futebol apresenta as cores da bandeira paraguaia, a sigla da organização, assim como uma estrela no meio.

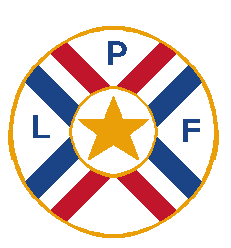
Primeiro logotipo da APF/1906-1985
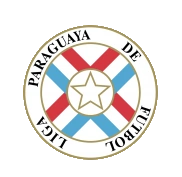
1986-1995
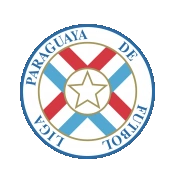
1995-1999
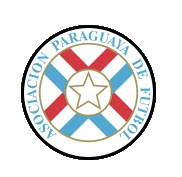
2000-2004
2004-2006
2007-2010
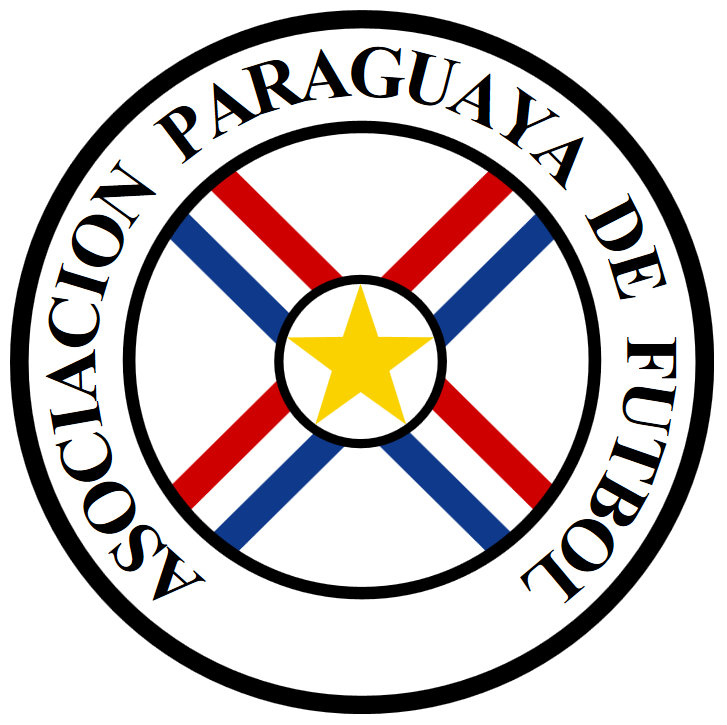
2010-2015
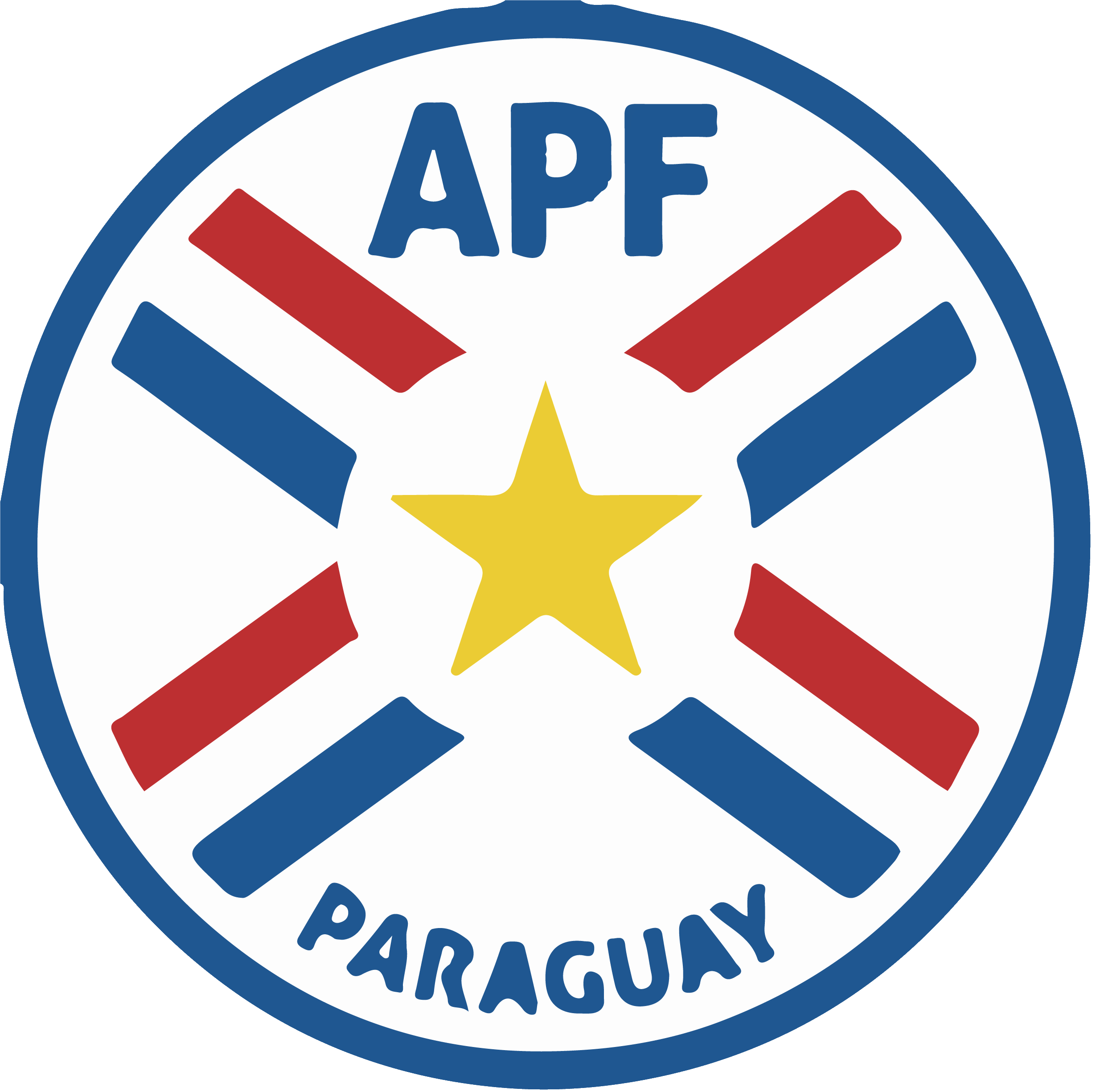

O primeiro logotipo e o último logotipo que foi usado antes da mudança em 2014 para o atual brasão da Asociación Paraguaya de

## Corpos
A Assembléia é o órgão legislativo supremo da Associação Paraguaia de Futebol.
De acordo com os estatutos, como estabelecido no artigo 21, a Assembléia é a mais alta autoridade da instituição, e pode ser ordinária ou extraordinária. O presidente da instituição dirige as deliberações da Assembléia, exceto a eleição de autoridades, que é de responsabilidade do Tribunal Eleitoral Independente.
Os poderes e deveres da Assembléia incluem: emitir e alterar os estatutos, eleger o presidente, os três vice-presidentes, três membros da Diretoria Executiva, aprovar a admissão, suspensão ou exclusão de um membro, preencher vagas na Diretoria Executiva por eleição, autorizar qualquer contrato, autorizar a compra, venda ou troca de imóveis, emitir títulos, julgar os membros dos órgãos jurisdicionais, criar novas categorias de clubes e sociedades.
A Assembléia só terá quorum válido quando metade mais um dos membros estiver representado, e poderá tomar decisões por maioria de votos, com maioria simples ou absoluta, conforme exigido pelos Estatutos.
A Assembléia é assistida pelos representantes dos clubes e órgãos da seguinte maneira: Para cada clube da Divisão de Honra cinco delegados, para a Divisão Intermediária dois delegados para cada instituição, para cada clube da Primeira B um delegado com um voto cada, para cada clube da Primeira C oito delegados com um voto cada, para a Divisão de Futsal três representantes, cada um com um voto, para a Divisão de Futebol Feminino dois delegados com um voto cada, para a Divisão de Futebol de Praia um delegado com um voto. A UFI terá 17 delegados, um de cada Federação Departamental com um voto cada.
As resoluções da Assembléia são tomadas por maioria simples dos votos válidos emitidos, exceto para aquelas decisões para as quais os Estatutos prevêem expressamente uma maioria especial. A votação é por braços erguidos, boletins de voto ou instrumentos eletrônicos.
A Assembléia Ordinária é realizada anualmente nos dois primeiros meses do ano e é convocada pelo Conselho Executivo, e a Assembléia Extraordinária pode ser convocada pelo mesmo órgão a qualquer momento para tratar de questões específicas.
Na Assembléia Ordinária realizada na sexta-feira, 17 de novembro de 2017, as autoridades foram eleitas para um mandato que expira em 2022. Robert Alexis Harrison Paleari foi eleito com 100% dos votos expressos (132).
O Conselho Executivo é o órgão que executa as políticas da Associação Paraguaia de Futebol.
É composto por quinze membros: o presidente, os três vice-presidentes e onze conselheiros, dos quais três são eleitos pela Assembléia Geral Ordinária e os oito restantes representam as divisões e são eleitos em assembléias parciais desses órgãos. Quatro destes últimos representam a Divisão Profissional, um a Divisão Intermediária, um a Primeira B, um a Divisão C e um a UFI. O Conselho Executivo tem um mandato de quatro anos e seus membros são elegíveis para reeleição.
O órgão tem o poder de tomar decisões que não são da responsabilidade das Assembléias ou não são reservadas a outros órgãos. Cumpre e faz cumprir o Estatuto, admite ou suspende um membro, prepara e convoca as Assembléias Ordinárias e Extraordinárias, estabelece a agenda para estas, nomeia os presidentes, vice-presidentes e membros dos órgãos jurisdicionais e das comissões permanentes.
Além disso, emite todos os regulamentos necessários para o bom funcionamento da instituição, decreta a promoção e despromoção das categorias, nomeia o pessoal técnico das equipes nacionais, emite, aprova, aprova, modifica, homologa, revoga e interpreta os regulamentos e códigos organizacionais da APF.
O Conselho deve se reunir pelo menos uma vez por mês e tem quorum com a presença de oito de seus membros. Suas decisões são tomadas por maioria simples e, em caso de igualdade de votos, o presidente tem o voto de desempate. Essas decisões entram em vigor imediatamente, a menos que o órgão decida expressamente o contrário.

### O Conselho Executivo da Associação Paraguaia de Futebol é atualmente composto pelas seguintes pessoas
Presidente:  Lic. Robert Alexis Harrison Paleari.
Vice-presidente: Dr. Carlos Sosa Jovellanos: Dr. Carlos Sosa Jovellanos.
Vice-presidente: Lic: Javier Díaz de Vivar.

### Membros do Conselho
Conselheiro eleito na Assembléia Geral Ordinária: Dr. Miguel Figueredo.
Conselheiro eleito na Assembléia Geral Ordinária: Sr. Rubén Martín Ruiz Díaz.
Conselheiro eleito na Assembléia Geral Ordinária: Sr. Jorge González.
Membro do Conselho eleito pela Divisão de Honra: Dr. Enrique Sánchez.
Membro do Conselho eleito pela Divisão de Honra: Dr. Óscar Barreto.
Conselheiro eleito pela Divisão de Honra: Dr. Rubén Di Tore.
Conselheiro eleito pela Divisão de Honra: Lic. Rolando Safuán.
Conselheiro eleito pela Divisão Intermediária: Lic. Atilio Cabral.
Conselheiro eleito pela Primeira Divisão B: Sr. Roberto Garcete.
Conselheiro eleito pela Primeira Divisão C: Lic. José Luis Alder.
Diretor eleito pela UFI: Lic. Enrique Benítez.
Fiduciário regular: Sr. Humberto Campuzano.
Fideicomissário substituto: Sr. Celso Salinas.

## Clubes Paraguaios
Atualmente, há duas equipes com o maior número de torcedores no país, os clubes Olimpia e Cerro Porteño, baseados em Assunção, seguidos pelo Sportivo Luqueño, da cidade de Luque, e os Guaraní, Libertad e Nacional, da capital.

### Futebol masculino
| Competición            | Edición actual | Última Edición | Campeón actual       |
| ---------------------- | -------------- | -------------- | -------------------- |
| Primeira Divisão       | 2022           | 2021           | Libertad             |
| Intermedia             | 2022           | 2021           | General Caballero    |
| Primeira Divisão B     | 2022           | 2021           | Atlético Colegiales  |
| Primeira Divisão C     | 2022           | 2021           | General Caballero ZC |
| Copa Paraguai          | 2022           | 2021           | Olimpia              |
| Super Copa do Paraguai | 2022           | 2021           | Olimpia              |

### Futebol femenino
| Competición               | Edición actual | Última edición | Actual campeón |
| ------------------------- | -------------- | -------------- | -------------- |
| Primera División Femenina | 2022           | 2021           | Olimpia        |
| Sub 18 Femenina           | 2022           | 2021           | Resistencia    |

### Categorias básicas
| Competición | Edición actual | Última edición | Actual Campeón |
| ----------- | -------------- | -------------- | -------------- |
| Sub 14      | 2022           | 2021           | Libertad       |
| Sub 15      | 2022           | 2021           | Olimpia        |
| Sub 16      | 2022           | 2021           | Olimpia        |
| Sub 17      | 2022           | 2021           | Libertad       |
| Sub 18      | 2022           | 2021           | Libertad       |
| Sub 19      | 2022           | 2021           | Olimpia        |

## Pirâmide paraguaia de futebol
| Categoría | División | División | División | División | División | División | División |
| --------- | --- | --- | --- | --- | --- | --- | --- |
| 1         | División de Honor o Primera División 12 clubes: da área metropolitana e/ou do interior (UFI). Qualifique-se para a Copa Libertadores: o campeão do Apertura, o campeão do Clausura e as duas equipes que obtiveram o maior número de pontos em ambos os torneios e que não é um dos campeões. Eliminatórias para a Copa Sul-Americana: as equipes da 5ª, 6ª e 7ª posições na tabela cumulativa, e a campeã da Copa do Paraguai (que pode ou não ser uma equipe da Primeira Divisão). Os 2 clubes com as piores médias, considerando os últimos 3 anos, são rebaixados. | División de Honor o Primera División 12 clubes: da área metropolitana e/ou do interior (UFI). Qualifique-se para a Copa Libertadores: o campeão do Apertura, o campeão do Clausura e as duas equipes que obtiveram o maior número de pontos em ambos os torneios e que não é um dos campeões. Eliminatórias para a Copa Sul-Americana: as equipes da 5ª, 6ª e 7ª posições na tabela cumulativa, e a campeã da Copa do Paraguai (que pode ou não ser uma equipe da Primeira Divisão). Os 2 clubes com as piores médias, considerando os últimos 3 anos, são rebaixados. | División de Honor o Primera División 12 clubes: da área metropolitana e/ou do interior (UFI). Qualifique-se para a Copa Libertadores: o campeão do Apertura, o campeão do Clausura e as duas equipes que obtiveram o maior número de pontos em ambos os torneios e que não é um dos campeões. Eliminatórias para a Copa Sul-Americana: as equipes da 5ª, 6ª e 7ª posições na tabela cumulativa, e a campeã da Copa do Paraguai (que pode ou não ser uma equipe da Primeira Divisão). Os 2 clubes com as piores médias, considerando os últimos 3 anos, são rebaixados. | División de Honor o Primera División 12 clubes: da área metropolitana e/ou do interior (UFI). Qualifique-se para a Copa Libertadores: o campeão do Apertura, o campeão do Clausura e as duas equipes que obtiveram o maior número de pontos em ambos os torneios e que não é um dos campeões. Eliminatórias para a Copa Sul-Americana: as equipes da 5ª, 6ª e 7ª posições na tabela cumulativa, e a campeã da Copa do Paraguai (que pode ou não ser uma equipe da Primeira Divisão). Os 2 clubes com as piores médias, considerando os últimos 3 anos, são rebaixados. | División de Honor o Primera División 12 clubes: da área metropolitana e/ou do interior (UFI). Qualifique-se para a Copa Libertadores: o campeão do Apertura, o campeão do Clausura e as duas equipes que obtiveram o maior número de pontos em ambos os torneios e que não é um dos campeões. Eliminatórias para a Copa Sul-Americana: as equipes da 5ª, 6ª e 7ª posições na tabela cumulativa, e a campeã da Copa do Paraguai (que pode ou não ser uma equipe da Primeira Divisão). Os 2 clubes com as piores médias, considerando os últimos 3 anos, são rebaixados. | División de Honor o Primera División 12 clubes: da área metropolitana e/ou do interior (UFI). Qualifique-se para a Copa Libertadores: o campeão do Apertura, o campeão do Clausura e as duas equipes que obtiveram o maior número de pontos em ambos os torneios e que não é um dos campeões. Eliminatórias para a Copa Sul-Americana: as equipes da 5ª, 6ª e 7ª posições na tabela cumulativa, e a campeã da Copa do Paraguai (que pode ou não ser uma equipe da Primeira Divisão). Os 2 clubes com as piores médias, considerando os últimos 3 anos, são rebaixados. | División de Honor o Primera División 12 clubes: da área metropolitana e/ou do interior (UFI). Qualifique-se para a Copa Libertadores: o campeão do Apertura, o campeão do Clausura e as duas equipes que obtiveram o maior número de pontos em ambos os torneios e que não é um dos campeões. Eliminatórias para a Copa Sul-Americana: as equipes da 5ª, 6ª e 7ª posições na tabela cumulativa, e a campeã da Copa do Paraguai (que pode ou não ser uma equipe da Primeira Divisão). Os 2 clubes com as piores médias, considerando os últimos 3 anos, são rebaixados. |
| 2         | División Intermedia 16 clubes da área metropolitana e do interior (UFI). O campeão e vice-campeão são promovidos à primeira divisão. Os 3 clubes com as piores médias, considerando os últimos 3 anos, são relegados: se forem do interior, para a Primera B Nacional; se forem de Assunção ou de uma cidade a no máximo 50 km dela, para a Primera División B. | División Intermedia 16 clubes da área metropolitana e do interior (UFI). O campeão e vice-campeão são promovidos à primeira divisão. Os 3 clubes com as piores médias, considerando os últimos 3 anos, são relegados: se forem do interior, para a Primera B Nacional; se forem de Assunção ou de uma cidade a no máximo 50 km dela, para a Primera División B. | División Intermedia 16 clubes da área metropolitana e do interior (UFI). O campeão e vice-campeão são promovidos à primeira divisão. Os 3 clubes com as piores médias, considerando os últimos 3 anos, são relegados: se forem do interior, para a Primera B Nacional; se forem de Assunção ou de uma cidade a no máximo 50 km dela, para a Primera División B. | División Intermedia 16 clubes da área metropolitana e do interior (UFI). O campeão e vice-campeão são promovidos à primeira divisão. Os 3 clubes com as piores médias, considerando os últimos 3 anos, são relegados: se forem do interior, para a Primera B Nacional; se forem de Assunção ou de uma cidade a no máximo 50 km dela, para a Primera División B. | División Intermedia 16 clubes da área metropolitana e do interior (UFI). O campeão e vice-campeão são promovidos à primeira divisão. Os 3 clubes com as piores médias, considerando os últimos 3 anos, são relegados: se forem do interior, para a Primera B Nacional; se forem de Assunção ou de uma cidade a no máximo 50 km dela, para a Primera División B. | División Intermedia 16 clubes da área metropolitana e do interior (UFI). O campeão e vice-campeão são promovidos à primeira divisão. Os 3 clubes com as piores médias, considerando os últimos 3 anos, são relegados: se forem do interior, para a Primera B Nacional; se forem de Assunção ou de uma cidade a no máximo 50 km dela, para a Primera División B. | División Intermedia 16 clubes da área metropolitana e do interior (UFI). O campeão e vice-campeão são promovidos à primeira divisão. Os 3 clubes com as piores médias, considerando os últimos 3 anos, são relegados: se forem do interior, para a Primera B Nacional; se forem de Assunção ou de uma cidade a no máximo 50 km dela, para a Primera División B. |
| 3         | Primera División B Clubes de Asunción e cidades a não mais de 50 km da capital (17 participantes em 2022). O campeão é promovido para a Segunda Divisão. O segundo colocado joga por promoção contra o campeão ou vice-campeão da Primera División B Nacional. 1 ou 2 clubes com a pior pontuação acumulada do ano são relegados à Primera División C. | Primera División B Clubes de Asunción e cidades a não mais de 50 km da capital (17 participantes em 2022). O campeão é promovido para a Segunda Divisão. O segundo colocado joga por promoção contra o campeão ou vice-campeão da Primera División B Nacional. 1 ou 2 clubes com a pior pontuação acumulada do ano são relegados à Primera División C. | Primera División B Nacional Número variável (variou entre 6 e 16) de clubes do interior: os rebaixados da Divisão Intermediária, os clubes da UFI qualificados para a Primera B Nacional ou aceitos como elegíveis; e, as equipes melhor colocadas (não campeãs) nas Interligas anteriores. Em anos ímpares, o campeão é promovido para a Segunda Divisão e o vice-campeão joga pela promoção contra o vice-campeão da Primeira Divisão B. Em anos pares, o torneio é chamado de "Promoción Nacional B", e seu campeão deve jogar por um lugar contra o vice-campeão da Primera División B. O que tiver a pior pontuação geral (ou os 2 piores) não poderá participar do torneio durante uma temporada.. | Primera División B Nacional Número variável (variou entre 6 e 16) de clubes do interior: os rebaixados da Divisão Intermediária, os clubes da UFI qualificados para a Primera B Nacional ou aceitos como elegíveis; e, as equipes melhor colocadas (não campeãs) nas Interligas anteriores. Em anos ímpares, o campeão é promovido para a Segunda Divisão e o vice-campeão joga pela promoção contra o vice-campeão da Primeira Divisão B. Em anos pares, o torneio é chamado de "Promoción Nacional B", e seu campeão deve jogar por um lugar contra o vice-campeão da Primera División B. O que tiver a pior pontuação geral (ou os 2 piores) não poderá participar do torneio durante uma temporada.. | Campeonato Nacional de Interligas (bianual) 156 equipes, uma por campeonato regional O time vencedor tem que ser fundado como um clube unificado e passar para a Divisão Intermediária, além disso: ele joga a final da Copa San Isidro contra o campeão uruguaio do interior. (O segundo colocado, e eventualmente semifinalista, joga a partir do ano seguinte na Primera B Nacional ao lado de clubes do interior). | Campeonato Nacional de Interligas (bianual) 156 equipes, uma por campeonato regional O time vencedor tem que ser fundado como um clube unificado e passar para a Divisão Intermediária, além disso: ele joga a final da Copa San Isidro contra o campeão uruguaio do interior. (O segundo colocado, e eventualmente semifinalista, joga a partir do ano seguinte na Primera B Nacional ao lado de clubes do interior). | |
| 4         | Primera División C 12 clubes de Asunción e arredores (2022). O campeão e vice-campeão são promovidos à Primera División B. A que tem a pior média dos últimos 3 anos é relegada para uma temporada. | Primera División C 12 clubes de Asunción e arredores (2022). O campeão e vice-campeão são promovidos à Primera División B. A que tem a pior média dos últimos 3 anos é relegada para uma temporada. | 165 Ligas Regionais, cada uma delas com seu próprio torneio anual (agrupadas em 17 federações e totalizando 1786 clubes). Clubes de qualquer liga regional, que tenham instalações adequadas, podem se candidatar a participar do Nacional B ou do Qualificador da UFI para o mesmo, e também podem escolher se querem ou não continuar jogando em suas respectivas ligas. Em ligas com 2 divisões: a que tem a pior pontuação ou média é rebaixada. | 165 Ligas Regionais, cada uma delas com seu próprio torneio anual (agrupadas em 17 federações e totalizando 1786 clubes). Clubes de qualquer liga regional, que tenham instalações adequadas, podem se candidatar a participar do Nacional B ou do Qualificador da UFI para o mesmo, e também podem escolher se querem ou não continuar jogando em suas respectivas ligas. Em ligas com 2 divisões: a que tem a pior pontuação ou média é rebaixada. | Cada equipe do interior é formada pelos melhores jogadores dos clubes que compõem a respectiva liga. | Cada equipe do interior é formada pelos melhores jogadores dos clubes que compõem a respectiva liga. | |

## Organização de competições
A pirâmide paraguaia de futebol consiste em quatro níveis em seus torneios masculinos (cinco no interior do país) e uma divisão em seus torneios femininos. Os diferentes torneios e campeonatos são organizados pela Associação Paraguaia de Futebol, e por uma associação afiliada chamada União de Futebol do Interior (UFI), que consiste em 17 federações, uma para cada departamento do país, sem contar a capital, a cidade de Assunção.
A Copa do Paraguai é um torneio de futebol oficial, organizado anualmente pela Associação Paraguaia de Futebol (Asociación Paraguaya de Fútbol) em conjunto com a UFI.
A Supercopa Paraguai é uma taça nacional organizada pela Associação Paraguaia de Futebol desde 2021. É jogado em uma única partida, em um campo neutro, que se necessário, é decidido por chutes da marca de pênalti. Ele coloca o campeão da División de Honra com mais pontos na tabela acumulada contra o campeão da Copa Paraguai.
| Competições de futebol masculino Mayores: - Primera División - Intermedia - Primera División B - Primera División C - Copa Paraguay - Supercopa Paraguay Divisiones Menores: - Reserva - Sub 14 - Sub 15 - Sub 16 - Sub 17 - Sub 18 - Sub 19 Competiciones Femeninas de Futbol: - Primera División Femenina - Sub 18 Femenina | Competições de futsal: - Liga Prémium de Futsal - Categoría Honor - Categoría Primera - Categoría Intermedia - Categoría Femenina Competição de Futebol de Praia: - Torneo de las Estrellas - Campeonato de Futbol de Playa Femenino |

## Estadios de la Primera División
| Equipo              | Ciudad               | Estadio                     | Capacidad |
| ------------------- | -------------------- | --------------------------- | --------- |
| Selección Paraguaya | Asunción             | Defensores del Chaco        | 42 354    |
| Club Cerro Porteño  | Asunción             | General Pablo Rojas         | 45 000    |
| Olimpia             | Asunción             | Manuel Ferreira             | 19 820    |
| Guaireña            | Villarrica           | Estadio Parque del Guaira   | 11 000    |
| Libertad            | Asunción             | Tigo La Huerta              | 10 000    |
| Sol de América      | Asunción/Villa Elisa | Luis Alfonso Giagni         | 10 200    |
| General Caballero   | Mallorquin           | Estadio Ka'arendy           | 10 000    |
| 12 de Octubre       | Itagua               | Luis Salina                 | 10 000    |
| Guaraní             | Asunción             | Rogelio Livieres            | 8 000     |
| Nacional            | Asunción             | Arsenio Erico               | 7 000     |
| Resistencia         | Asunción             | Estadio Tomás Beggan Correa | 6 500     |
| Sportivo Ameliano   | Asunción             | José Tomas Silva            | 800       |

## Futebol feminino
Como nas temporadas anteriores, dois torneios são realizados a cada ano (Torneo Apertura e Torneo Clausura). Cada torneio consiste em uma rodada (o Apertura teve 13 datas e o Clausura terá 11) e quem chegar primeiro no final do torneio será o campeão.
No final do ano, os campeões de cada torneio (Apertura e Clausura) jogam uma única partida para definir o campeão absoluto da temporada. Se o mesmo clube vencer os dois torneios, ele se torna automaticamente o campeão geral da temporada.
O futebol feminino também tem uma categoria sub-18, que joga nos torneios de abertura e de encerramento.
No total, são 24 equipes que participam em todas as categorias.

## Lista de vencedores

### Equipes nacionais masculinas

#### Absoluta
| Competición              | 1               | 2                                       | 3                                             |
| ------------------------ | --------------- | --------------------------------------- | --------------------------------------------- |
| Copa do Mundo de Futebol | -               | -                                       | -                                             |
| Copa América             | 2 (1953 y 1979) | 6 (1922, 1929, 1947, 1949, 1963 y 2011) | 7 (1923, 1924, 1925, 1939, 1946, 1959 y 1983) |

#### Sub-23
| Competición                 | 1        | 2        | 3        |
| --------------------------- | -------- | -------- | -------- |
| Torneio Olímpico de Futebol | -        | 1 (2004) | -        |
| Torneio Pré-Olímpico        | 1 (1992) | 1 (2004) | 1 (1984) |

#### Sub-20
| Competición                        | 1        | 2                                 | 3                                       |
| ---------------------------------- | -------- | --------------------------------- | --------------------------------------- |
| Copa do Mundo de Futebol Sub-20    | -        | -                                 | -                                       |
| Campeonato Sul-Americano de Sub-20 | 1 (1971) | 5 (1964, 1967, 1985, 2009 y 2013) | 6 (1974, 1977, 1979, 1997, 2001 y 2003) |

#### Sub-17
| Competición                        | 1 | 2        | 3                     |
| ---------------------------------- | - | -------- | --------------------- |
| Copa do Mundo de Futebol Sub-17    | - | -        | -                     |
| Campeonato Sul-Americano de Sub-17 | - | 1 (1999) | 3 (2001, 2017 y 2019) |

#### Sub-15
| Competición                        | 1               | 2 | 3                     |
| ---------------------------------- | --------------- | - | --------------------- |
| Campeonato Sul-Americano de Sub-15 | 2 (2004 y 2009) | - | 3 (2005, 2017 y 2019) |

#### Fútbol Playa
| Competición                       | 1        | 2               | 3 |
| --------------------------------- | -------- | --------------- | - |
| Copa do Mundo de Futebol de Praia | -        | -               | - |
| Copa América de Beach Soccer      | 1 (2022) | 2 (2016 y 2018) | - |

#### Fútbol Sala
| Competición                     | 1 | 2                           | 3                                 |
| ------------------------------- | - | --------------------------- | --------------------------------- |
| Copa do Mundo de Futebol Indoor | - | -                           | -                                 |
| Copa América de Fútbol Sala     | - | 4 (1998, 1999, 2015 y 2022) | 5 (1992, 1997, 2003, 2011 y 2017) |

### Equipes nacionais femininas
Absoluto
| Competición                       | 1 | 2 | 3                    |
| --------------------------------- | - | - | -------------------- |
| Copa do Mundo de Futebol Feminino | - | - | -                    |
| Copa América Feminina             | - | - | 4 Lugar (2006, 2022) |

#### Sub-20
| Competición                                         | 1 | 2                     | 3                     |
| --------------------------------------------------- | - | --------------------- | --------------------- |
| Copa do Mundo de Futebol Feminino Sub-20            | - | -                     | -                     |
| Campeonato Sul-Americano de Futebol Feminino Sub-20 | - | 3 (2004, 2014 y 2018) | 3 (2006, 2008 y 2010) |

#### Sub-17
| Competición                             | 1 | 2 | 3                     |
| --------------------------------------- | - | - | --------------------- |
| Copa Mundial Femenina de Fútbol Sub-17  | - | - | -                     |
| Campeonato Sudamericano Femenino Sub-17 | - | - | 3 (2008, 2013 y 2016) |

### Clubes
- Copa Libertadores da América(3): 
  - 1979, 1990, 2002.
- Copa Intercontinental (1): 
  - 1979.
- Copa Interamericana (1): 
  - 1979.
- Recopa Sudamericana (2): 
  - 1990, 2003.
- Supercopa Sudamericana (1): 
  - 1990.

## Patrocinadores Atuais
- Puma [15]
- Coca Cola[16]
- Pilsen[17]
- Visión Banco[18]
- Tigo[19]
- Nevado Paraguay
- Diesa
- Pechugon
- LATAM[20]
- Super Spuma[21]
- NSA
- Assist Card[22]
- Amanecer Pinturas
- Panini
- Urba Inmobiliaria
- Inesfly
- Farmacenter[23]
- Luminotecnia[24]
- Sport Cesped

### Otros
- Página de la CONMEBOL
- Página de la FIFA

Paraguay Futbol Paraguay

### Selecciones masculinas

#### Títulos da Federação
- Copa América: 1953 e 1979
- Campeonato Juventude da América: 1971
- Campeonato Pré-Olimpico Sulamericano: 1992
- Medalha de Prata, Olimpiadas Atenas: 2004